# ナツミキイチゴシジミ
ナツミキイチゴシジミ （Sinthusa natsumiae） は、チョウ目（鱗翅目）アゲハチョウ上科シジミチョウ科に分類されるチョウの一種。フィリピン固有種。ホンコンで本属の一種が幼虫時代にキイチゴ類を食草としているところから、属名にキイチゴシジミの和名が用いられている。本属はインド北部からスンダランド、フィリピン、スラウェシに分布し、13種が知られている。フィリピンには6種が分布し本種を含む4種がフィリピン固有種である。

## 分布
ルソン、ミンドロ、マリンドゥケ、サマール、パナイ、パナオン、レイテ、ネグロス、ミンダナオで見られる。

## 形態
前翅長は約12mm。本属中オス、メスとも色彩的に際立って美しく、オスの前翅翅表の青色部は濃淡二色に分かれている。メスの翅表も淡青色が大きく広がり、本属の他のフィリピン分布種とは大いに異なっている。

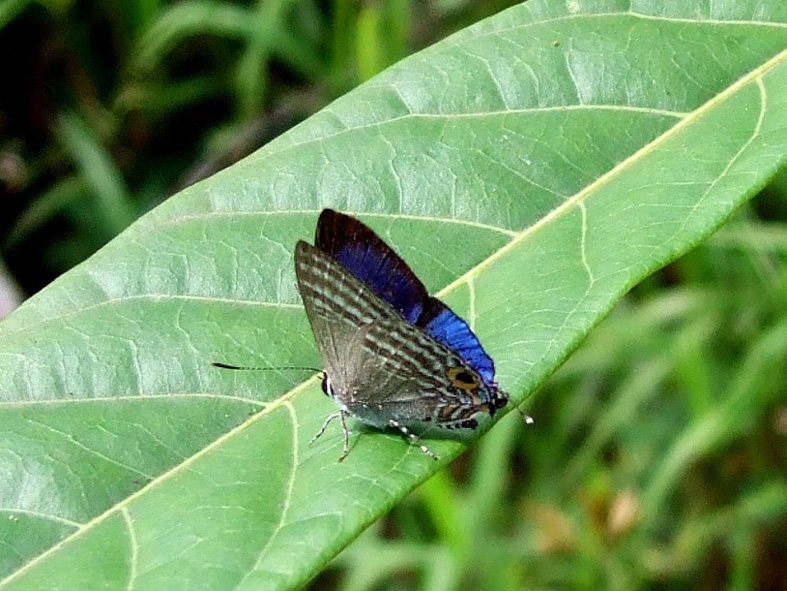
フィリピン、ネグロス島・マンダラガン山中の成虫・オス
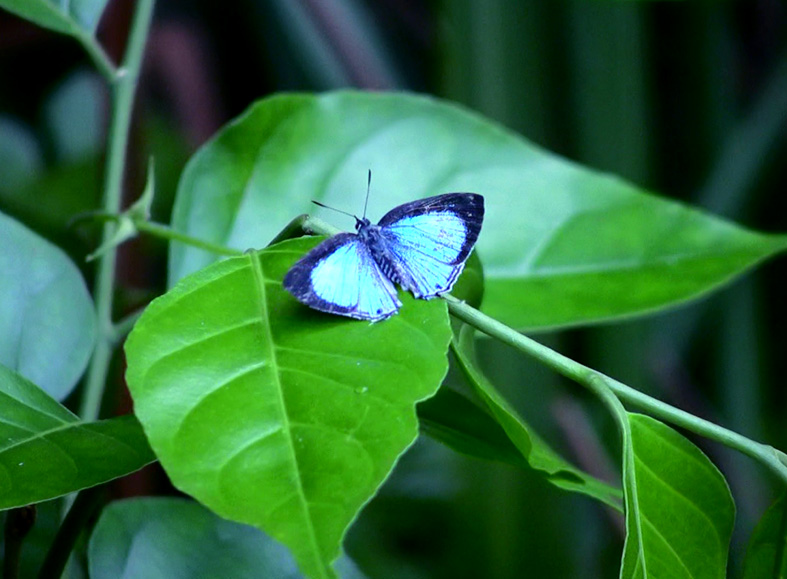
フィリピン、ネグロス島・カンラオン山中の成虫・メス

## 生態
山岳地域で年間を通じて発生している。小型種の上、飛翔は極めて敏捷で近くの葉上にとまったところを観察して本種であることを確認出来る。
種名の語源：命名者の次女　林菜摘に因む。